# Lithospermum exsertum
Lithospermum exsertum là loài thực vật có hoa trong họ Mồ hôi. Loài này được (D. Don) J. Cohen mô tả khoa học đầu tiên năm 2009.